# Podnoszenie ciężarów na Letnich Igrzyskach Olimpijskich 1984 – waga lekka mężczyzn
Rywalizacja w wadze do 67,5 kg mężczyzn w podnoszeniu ciężarów na Letnich Igrzyskach Olimpijskich 1984 odbyła się 1 sierpnia 1984 roku w hali Gersten Pavilion. W rywalizacji wystartowało 19 zawodników z 17 krajów. Tytułu sprzed czterech lat nie obronił Janko Rusew z Bułgarii, który tym razem nie startował. Nowym mistrzem olimpijskim został Chińczyk Yao Jingyuan, srebrny medal wywalczył Rumun Andrei Socaci, a trzecie miejsce zajął Jouni Grönman z Finlandii.

## Wyniki
| Pozycja | Zawodnik          | Reprezentacja     | Waga  | Rwanie | Rwanie | Rwanie | Podrzut | Podrzut | Podrzut | Wynik |
| Pozycja | Zawodnik          | Reprezentacja     | Waga  | 1      | 2      | 3      | 1       | 2       | 3       | Wynik |
| ------- | ----------------- | ----------------- | ----- | ------ | ------ | ------ | ------- | ------- | ------- | ----- |
| 1. !    | Yao Jingyuan      | Chiny             | 67,20 | 135,0  | 140,0  | 142,5  | 172,5   | 177,5   | 180,0   | 320,0 |
| 2. !    | Andrei Socaci     | Rumunia           | 67,10 | 135,0  | 140,0  | 142,5  | 165,0   | 170,0   | 172,5   | 312,5 |
| 3. !    | Jouni Grönman     | Finlandia         | 67,20 | 140,0  | 145,0  | 145,0  | 172,5   | 177,5   | 180,0   | 312,5 |
| 4       | Dean Willey       | Wielka Brytania   | 67,85 | 135,0  | 140,0  | 142,5  | 165,0   | 170,0   | 172,5   | 310,0 |
| 5       | Choji Taira       | Japonia           | 67,20 | 125,0  | 130,0  | 132,5  | 165,0   | 170,0   | 172,5   | 305,0 |
| 6       | Yasushige Sasaki  | Japonia           | 67,15 | 135,0  | 140,0  | 142,5  | 157,5   | 162,5   | 167,5   | 302,5 |
| 7       | Bill Stellios     | Australia         | 67,20 | 130,0  | 135,0  | 137,5  | 165,0   | 170,0   | 170,0   | 302,5 |
| 8       | Ma Jianping       | Chiny             | 67,25 | 130,0  | 130,0  | 135,0  | 167,5   | 167,5   | 172,5   | 297,5 |
| 9       | Patrick Bassey    | Nigeria           | 66,70 | 125,0  | 132,5  | 137,5  | 155,0   | 155,0   | 162,5   | 295,0 |
| 10      | Pietro Pujia      | Włochy            | 67,40 | 120,0  | 120,0  | 127,5  | 155,0   | 162,5   | 165,0   | 290,0 |
| 11      | Gregor Bialowas   | Austria           | 67,00 | 122,5  | 122,5  | 122,5  | 160,0   | 160,0   | 167,5   | 282,5 |
| 12      | Fernando Mariaca  | Hiszpania         | 66,80 | 122,5  | 127,5  | 127,5  | 152,5   | 157,5   | 162,5   | 280,0 |
| 13      | Donald Abrahamson | Stany Zjednoczone | 67,35 | 115,0  | 120,0  | 122,5  | 150,0   | 155,0   | 157,5   | 277,5 |
| 14      | Michael Norell    | Szwecja           | 67,30 | 120,0  | 120,0  | 125,0  | 152,5   | 157,5   | 157,5   | 272,5 |
| 15      | Surendra Hamal    | Nepal             | 64,95 | 102,5  | 102,5  | 107,5  | 132,5   | 137,5   | 137,5   | 235,0 |
| 16      | Leslie Ata        | Wyspy Salomona    | 66,20 | 75,0   | 80,0   | 82,5   | 100,0   | 105,0   | 107,5   | 187,5 |
| -       | Claude Dallaire   | Kanada            | 67,35 | 125,0  | 125,0  | 125,0  | —       | —       | —       | —     |
| -       | Antulio Delgado   | Gwatemala         | 66,75 | 102,5  | 102,5  | 102,5  | 120,0   | 125,0   | 125,0   |       |
| -       | Hatem Bouabid     | Tunezja           | 67,05 | 110,0  | 110,0  | 110,0  | 135,0   | 140,0   | 140,0   | —     |